# 巴伦多夫
巴伦多夫是德国下萨克森州的一个市镇。总面积9.24平方公里，总人口2393人，其中男性1199人，女性1194人（2011年12月31日），人口密度259人/平方公里。